# Jüdischer Friedhof Wehrda (Haunetal)
Der Jüdische Friedhof Wehrda (Haunetal) ist ein Friedhof in Wehrda, einem Ortsteil der Gemeinde Haunetal im Landkreis Hersfeld-Rotenburg in Hessen.
Der 1935 m² große jüdische Friedhof liegt nordöstlich des Dorfes zwischen der Ruine Altwehrda und dem Schloss Hohenwehrda. Erreichbar ist er über die Straße Am Mühlweg – vorbei an der Kläranlage, dann noch 200 Meter. Über die Anzahl der Grabsteine liegen keine Angaben vor.

## Geschichte
Im Jahr 1853 legte die jüdische Gemeinde in Wehrda einen eigenen Friedhof an. Dazu hatten die jüdischen Gemeindeglieder am 11. August 1853 für 153 Taler im "Hessengraben" ein Grundstück von Abraham Weinberg aus Mackenzell erworben. Erst 1860 erfolgte die erste Beisetzung. Vorher – bis zur Mitte des 19. Jahrhunderts – wurden die Toten der jüdischen Gemeinde Wehrda in Burghaun bestattet.
Nach Aussage von Herrn Hahn, der den Friedhof am 14. September 2008 besuchte und fotografisch dokumentierte, befand sich der Friedhof „am Besuchstag in einem äußerst schlechten Zustand.“ Offenbar waren damals „eine oder mehrere – offenbar schon einige Zeit zurückliegende – Friedhofschändungen noch nicht beseitigt worden.“